# Young Ace
Young Ace (яп. ヤングエース Янгу Э:су) — японский журнал сэйнэн-манги, издаваемый компанией Kadokawa Shoten с 2009 года. Журнал выходит 4-го числа каждого месяца. Первые девять выпусков были специальными выпусками Gekkan Shonen Ace, и только с выпуском за 3 апреля 2010 года журнал стал независимым. Young Ace начался с сериализации манги Neon Genesis Evangelion, ранее выходившей в Shonen Ace, MPD Psycho и манга-адаптации «Летних войн».

## История

### До начала издательства
Первый номер этого журнала был анонсирован издательской компанией Kadokawa Shoten 23 марта 2009 года. Отчёт об анонсе был опубликован в журнале Monthly Shonen Ace. До того, как был выпущен первый номер журнала, в книжных магазинах или на официальных сайтах было распространено в общей сложности 4 превью-журнала. Они были доступны в формате PDF на официальном сайте. Кроме того, до независимой публикации было распространено в общей сложности 3 брошюры.
После приостановки публикации журнала о сэйнэн-манге «Comic Charge», издававшегося Kadokawa Shoten с марта 2007 года по январь 2009 год, сериальные произведения «Детектив-психопат с множественной личностью», «Служба доставки трупов Куросаги», «Якумо Хяку», «Тайна» и другие были переданы в этот журнал и продолжены. Также «Парадокс дневника будущего» из журнала «Ace Assault», действие которого было приостановлено в марте того же года.

### Первый выпуск
4 июля 2009 года компания Kadokawa Shoten выпускает первый номер журнала «Young Ace», на обложке которого было написано «Рождение журнала старшего брата „Shonen Ace“!», а также появилась иллюстрация к «Neon Genesis Evangelion» художника Ёсиюки Садамото. Основными работами на момент выхода первого номера были: переводная работа «Множественный детектив-псих» за авторством Эйдзи Оцуки и Шоу Таджимы, «Исчезновение Юки Нагато» Пуё, а также комедийный фильм Мамору Хосоды «Летние войны».
Первые случаи, когда истории были перепечатаны в следующем номере — первый эпизод «Ежемесячного выпуска Shonen Gangan» (Square Enix) за сентябрь 2010 года, «Мицуру Адачи», Хирому Аракава и «Стальной алхимик» в июле 2012 года, «Гэссан» (Сёгакукан), что было необычной ситуацией в журнале о манге.

### Влияние финального эпизода «Neon Genesis Evangelion»
Финальный эпизод Neon Genesis Evangelion был опубликован в июльском номере от 4 июня 2013 года. Он привлёк внимание ещё до своего выпуска: издателя уведомляли, что номер было трудно достать с первого дня его выпуска, и многие книжные магазины по всей стране уже распродали журналы; впоследствии он был переиздан в следующем номере. После чего с 4 июля по 5 августа того же года отредактированная версия июльского номера, за исключением некоторых работ, будет распространяться бесплатно на «BOOK ☆ WALKER».

### Середина и конец 2010-х
«Город, в котором меня нет» Кея Самбэ, аниме-адаптация которого началась в 2012 году, получила «Премию манги» и другие награды, а «Премия исторической модификации научной фантастики» от французского издательства «ActuSF» стала первой графической наградой японской манги, как на родине, так и за рубежом.
С 2013 года работа этого журнала будет превращена в телевизионную анимацию: «Кровавый парень», «Инари, Конкон, Койироха», «Isuca», «Исчезновение Нагато Юки-тян», «Город в котором меня нет» и другие произведения.
В январе 2015 года было отмечено, что официальный Твиттер-аккаунт редакции этого журнала конфликтует с редакцией «Ежемесячный „Век Дракона“». Однако на самом деле это было частью проекта противостояния компании. С июльского номера того же года описание должности главного редактора, которое отображалось в колофоне, будет упразднено и оно будет описано как «станция планирования и редактирования комиксов и персонажей».
3 марта 2016 года KADOKAWA оцифровала 14 журналов манги в электронные книги, которые распространялись по книжным магазинам.

### Изменение обложки
Во второй половине 2010-х «Проза бродячих псов» Кафки Асагири и Санго Харукавы была разработана как обложка журнала и рассматривалась как отображение основного содержания KADOKAWA в целом. В дополнение к телевизионной анимации были разработаны и оказались успешными различные медиа-миксы. Другие хиты того же времени включают в себя «Nana Maru San Batsu» Сугимото Икуры.

## Редакторы и издатели

### Главный редактор
- Первое поколение (том 1 — выпуск за май 2010 г.) — Ёсинори Мино (по совместительству является главным редактором «Monthly Shonen Ace»)
- 2-е поколение (выпуск за июнь 2010 г. - выпуск за июнь 2015 г. (описание упразднено)) - Масая Танака.
- (По состоянию на март 2021 г.) -- Кодзи Като

### Редактор
- Первое поколение (Том 1 - выпуск за февраль 2011 г.) - Такэси Ясуда
- 2-е поколение (выпуск за март 2011 г. -- выпуск за май 2013 г.) -- Хидэаки Кобаяси
- 3-е поколение (выпуск за июнь 2013 г. - выпуск за июнь 2015 г.) - Масахиро Мэй
- 4-е поколение (выпуск за июль 2015 г. -- выпуск за май 2016 г.) -- Масая Танака
- 5-е поколение (выпуск за июнь 2016 г.) -- Кодзи Като

### Издатель
- Первое поколение (Том 1 — выпуск за октябрь 2013 г.) — Синъитиро Иноуэ
- 2-е поколение (выпуск за ноябрь 2013 г. -- выпуск за август 2014 г.) -- Наохиса Ямасита
- 3-е поколение (выпуск за сентябрь 2014 г. -- выпуск за июнь 2015 г.) -- Дайдзи Хориути
- 4-е поколение (выпуск за июль 2015 г.) -- Масаюки Аояги

## Манги, выходившие/выходящие вYoung Ace
- Ageha wo Ou Monotachi (автор Ю Ягами) (2009–2010 годы)
- Akuma no Ikenie (автор Аюн Татибана) (2009 год)
- Another 0 (авторы Юкито Аяцудзи и Хиро Киёхара) (2011–2012 годы)
- Another (авторы Юкито Аяцудзи и Хиро Киёхара) (2010–2011 годы)
- Archaic Smile (авторы Мако Такаха и Ёсиюки Садамото) (онгоинг с 2009 года)
- Batosupi! (авторы Hajime Yatate и Тору Ватанабэ) (2009–2010 годы)
- Bannou Kanteishi Q no Jikenbo (авторы Кэйсукэ Мацуока и Тидзу Камико) (2012–2017 годы)
- Benten Rock You (автор Кэйдзи Ватарай) (2014–2016 годы)
- Black★Rock Shooter: Innocent Soul (авторы Санами Судзуки и huke) (2011–2012 годы)
- Blood Lad (автор Юки Кодама) (2009–2016 годы)
- Boku dake ga Inai Machi: Re (автор Кэй Самбэ) (2016 год)
- Boku ni Koisuru Mechanical (автор Кэйдзи Ватарай) (2013–2014 годы)
- Bonten no Moribito (автор Ацунори Сато) (2011 год)
- Border (авторы Кадзуки Канэсиро и Юа Котэгава) (2013–2015 годы)
- Bungou Stray Dogs (авторы Кафка Асагири и Harukawa35) (онгоинг с 2012 года)
- Busu ni Hanataba wo (автор Року Сакура) (онгоинг с 2016 года)
- Carole & Tuesday (авторы Синъитиро Ватанабэ, Ая Ватанабэ и Морито Яматака) (2019-2020 годы)
- Concrete Revolutio: Superhuman Phantasmagoria[англ.] (авторы Сё Айкава и Nylon)[2] (2015–2016 годы)
- Daimajin Kanon (автор Сэйдзюро Мидзу) (2010 год)
- Daisuki desu!! Mahou Tenshi Cosmos (авторы Су Минадзуки и Такахиро Сэгути) (2010–2013 годы)
- Datenshi Gakuen Devil Paradise (авторы Юси Кавата и Yukito) (2012–2013 годы)
- Deaimon (автор Рин Асано) (онгоинг с 2016 года)
- Dive!! (авторы Это Мори и Рудзуру Акасиба) (2017–2018 год)
- Drug & Drop[англ.] (авторы CLAMP) (онгоинг с 2011 года)
- Echo/Zeon (автор Коси Рикудо[англ.]) (2010–2011 годы)
- Fate/Zero (автор Shinjirou) (2010–2017 годы)
- Fate/stay night: Heaven's Feel (автор Тасуку Она) (онгоинг с 2015 года)
- Futago, Futagokoro. (автор Дзин Мокояма) (2018-2019 годы)
- Gojikanme no Sensou (автор Yuu) (2014–2017 год)
- Grangerie (авторы Blitz Kiva и Elel Yozakura) (онгоинг с 2018 года)
- Gunners (автор Кицунэ Тэннодзи) (2011–2017 годы)
- Guyver: The Bioboosted Armor (автор Ёсики Такая) (онгоинг, выпуск в Young Ace с 2009 года)
- Hadaka Mantle no Ronriteki Saiban (автор Сатору Мацубаяси) (онгоинг с 2013 года)
- Hakoniwa no Fraulein (авторы Синносукэ Татибана и Ока Окадзаки) (2013–2015 годы)
- Hatarakanai yo! Loki-senpai (автор Юкисукэ Янаги) (2015–2016 год)
- Hlöcclinie (автор Тэрио Тэри) (2010–2011 годы)
- Hokkenshitsu (автор Ясу) (2011–2013 годы)
- Hoozuki-san Chi no Aneki[англ.] (автор Ран Игараси)[3] (2009–2011 годы)
- Hoozuki-san Chi no Aneki (+Imouto)[англ.] (автор Ран Игараси) (2014–2018 годы)
- ID: Invaded #Brake Broken (авторы Майдзё Отаро и Юки Кодама) (2019-2020 годы)
- Idol Chronicle (автор 10mo) (2015–2016 годы)
- Igyou Yorozu no Kouzuya-san (автор Con Kitora) (онгоинг с 2018 года)
- Iinazuke Kyoutei (автор Fukudada) (2012–2018 годы)
- Inari, Konkon, Koi Iroha.[англ.] (автор Морохэ Ёсида) (2010–2015 годы)
- Inugami-san to Sarutobi-kun wa Naka ga Warui. (автор Року Татибана) (2014–2015 годы)
- Isekai Izakaya "Nobu"[англ.] (авторы Нацуя Сэмикава и Virginia Nitohei) (онгоинг с 2015 года)
- Isekai Houtei: Rebuttal Barrister (авторы Хомура Кавамото и Камон Оба) (2016–2018 годы)
- Isuca[англ.] (автор Осаму Таканаси) (2009–2015 годы)
- JA - Joshi ni Yoru Agriculture (авторы Ко Каракэми и Нару Наруми) (2011–2014 годы)
- Kabuki-bu! (авторы Юри Эда и Тидзу Камико) (2017–2018 годы)
- Kamiigusa Animators (автор Тору Ватанабэ) (2011–2012 годы)
- Kansokusha Tamami (автор Хирото Ида) (2009–2010 годы)
- Kemono no Joou (автор Такума Ёкота) (2013 год)
- Kenki, Saku (автор Морито Яматака) (2016–2018 годы)
- Kill la Kill (авторы Кадзуки Накасима и Рё Акидзуки) (2013–2015 годы)
- Koaka Head (автор Судзу Госики) (2010–2011 годы)
- Lailah to Shinitagari no Kemono (авторы Асато Конами и Эдзива Сайта) (2016–2018 годы)
- Last Exile: Ginyoku no Fam (авторы Gonzo, Такааки Судзуки, Юнико Аяна, Роба Миямото) (2011–2012 годы)
- Lord El-Melloi II-sei no Jikenbo (авторы Макото Санда и Кэйта Сайки) (онгоинг с 2017 года)
- Lust Geass (автор Осаму Такахаси) (онгоинг с 2018 года)
- Machigatta Light Novel no Tsukurikata (автор Сатору Мацубаяси) (2009–2010 годы)
- Magdala de Nemure (авторы Исуна Хасэкура и Ако Арисака) (2013–2015 годы)
- Mahou Shoujo 4-gou-chan (автор Томохиро Марукава) (2014–2018 годы)
- Manzai Gang (авторы Хироси Синагава и Дзюн Абэ) (2010–2011 годы)
- Match Shoujo (автор Санами Судзуки) (2014–2017 годы)
- Midas Eater (автор Кэндзи Оива) (2009–2010 годы)
- Moe Han! (автор Сатору Мацубаяси) (2011 год)
- More Than a Married Couple, But Not Lovers (автор Юки Канамару) (онгоинг с 2018 года)
- Mouhitsu Hallucination (автор DISTANCE) (2009–2011 годы)
- Mujaki na Majo to Boku no Nichijou (автор Нанацу Мукуноки) (2014–2015 годы)
- MPD Psycho[англ.] (авторы Сёу Тадзима и Эйдзи Оцука) (2009–2016 годы, переход из Comic Charge)
- Nana Maru San Batsu[англ.] (автор Икура Сугимото) (2010-2020 годы)
- Nein: 9th Story (авторы Тайти Ватари, Ако Арисака, Сёити Фуруми, Тидзу Камико, Ёсиэ Като, Хиноки Кино, Юни Юкимура, FUJIMORI Yuyukan, Sound Horizon, Jay) (2015–2017 годы)
- Neon Genesis Evangelion (автор Ёсиюки Садамото) (2009–2013 годы, переход из Shounen Ace)
- Noushou Sakuretsu Girl (авторы Эрика Ёсида, Rerulili, Кудан Надзука) (2015–2016 годы)
- O/A (автор Кэйдзи Ватарай) (2009–2012 годы)
- Oniichan no Koto ga Sukisugite Nyan Nyan Shitai Brocon Imouto dakedo Sunao ni Narenai no (автор Майко Оха) (2012–2013 годы)
- Orc Tantei Orlok (авторы Бан Мадой и Цукаса Усуй) (2016–2017 годы)
- Oz to Elsa (автор Сосо Сакакибара) (2015–2016 годы)
- Panty & Stocking with Garterbelt (автор TAGRO) (2010–2011 годы)
- Project Doll Phone (автор Юсукэ Кавано) (2009–2011 годы)
- Renai Shimasen ka? (автор Року Татибана) (2012–2013 годы)
- S Watari-san to M Mura-kun (автор Hideki) (2015–2016 годы)
- Saenai Heroine no Sodatekata: Egoistic-Lily (авторы Фумиаки Маруто и Neet) (2013–2014 годы)
- Saihate no Diasta (авторы Раммару Котонэ) (2009–2011 годы)
- Sakurako-san no Ashimoto ni wa Shitai ga Umatteiru (авторы Сиори Ота и То Мидзугути) (2015–2017 годы)
- Sayonara Nocturne (автор Ёскэ Нагасэ) (2015–2016 годы)
- Sengoku Yankee (автор Хидэки Овада) (2009–2011 годы)
- Sentou Jousai Masurawo (авторы Томоаки Хаяси и Рэндзи Асай) (2009–2011 годы)
- Shinseiki Evangelion: Pikopiko Chuugakusei Densetsu (авторы Юси Ковата и Yukito) (2014–2018 годы)
- Shinseki Evangelion - Shinji to Asuka to Atsui Hi (автор Ран Игараси) (2009 год)
- Shunpuu Ouka (автор Рэнга Кидзима) (2009–2010 годы)
- Shururun Yukiko Hime-chan feat. Dororon Enma-kun (авторы Саэ Амацу и Го Нагай) (2010–2011 годы)
- Shuumatsu no Nosferatu (автор Shinjirou) (онгоинг с 2018 года)
- Spec: Rei (авторы Юмиэ Нисиоги, Хироки Уэда, Харуто Рё) (2011–2012 годы)
- Sugar Dark: Umerareta Yami to Shoujoadapted (авторы Эндзи Арай, Кэндзи Оива и mebae) (2010–2011 годы)
- Teikoku no Shinpei (авторы Синъя Кусака и Эри Харуно) (2014–2018 годы)
- Teizokurei Monophobia (авторы Саки Окусэ и Сэйго Токия) (2009–2011 годы)
- The Disappearance of Nagato Yuki-chan (автор Puyo) (2009–2016 годы)
- The Ideal Sponger Life (авторы Цунэхико Ватанабэ и Нэко Хиноцуки) (онгоинг с 2017 года)
- The Kurosagi Corpse Delivery Service[англ.] (авторы Эйдзи Оцука и Хосуй Ямадзаки) (онгоинг с 2009 года, переход из Shounen Ace)
- Tobaku no Kyojin (авторы Meeb и Юхэй Огино) (2016–2017 годы)
- Toki wo Kakeru Shoujo: After (авторы Ясутака Цуцуи, Минору Хасигути) (2009–2010 годы)
- Tokyo Alternative (авторы Эйдзи Оцука и Сэриан Нисикава) (онгоинг с 2017 года)
- Tony Takezaki no Evangelion (автор Тони Такэдзаки) (2010–2011 годы)
- Top wo Narae! GunBuster (авторы Хидэаки Анно, Тосио Окада, Хироюки Ямага и Kabocha) (2010–2013 годы)
- Uchiage Hanabi, Shita kara Miru ka? Yoko kara Miru ka? (авторы Сюндзи Ивай и Макото Фугэцу) (2017–2018 годы)
- Urushiha Sarara wa Koi nado Shinai! (автор Puyo) (онгоинг с 2018 года)
- Usotsuki Mii-kun to Kowareta Maa-chan: Totteoki no Uso[англ.] (авторы Хитома Ирума и Ацунори Сато) (2010 год)
- Vermillion (автор Ацунори Сато) (2012–2013 годы)
- World Gaze Clips (автор Ран Игараси) (2012–2015 годы)
- Yamegoku: Yakuza Yamete Itadakimasu (авторы Такэхару Сакурай и Таро Сэкигути) (2015–2016 годы)
- Yaotsukumo (автор Санами Судзуки) (2012–2013 годы)
- Yume de Mita Ano Ko no Tame ni (автор Кэй Самбэ) (онгоинг с 2017 года)
- Yuri na Watashi to Akuma na Kanojo(?) (автор Дзин Мокояма) (2015–2016 годы)
- Yuzu chu♥ (автор Саэ Амацу) (2009–2010 годы)
- Zettai Shoujo Seiiki Amnesian (автор Kaishaku) (2009–2011 годы)
- «Волчьи дети Амэ и Юки» (автор Мамору Хосода и Yuu) (2012–2013 годы)
- «Врата;Штейна 0» (авторы 5pb., Nitroplus, Mages., Тиёмару Сикура, Така Химэно) (онгоинг с 2017 года)
- «Город, в котором меня нет» (автор Кэй Санбэ)[4] (2012–2016 годы)
- «Летние войны» (авторы Мамору Хосода и Икура Сугимото) (2009–2010 годы)
- «Шерлок» (авторы Марк Гэтисс, Стивен Моффат, Jay) (онгоинг с 2012 года)

## Ваншоты
- Anecon! (автор Akamaru) (2013 год)
- Jigomezuki!! (автор Хидэкадзу Юя) (2012 год)
- Majo no Complex (автор uku) (2014 год)
- Nekomimi Smock (автор Karakara) (2013 год)
- Netabare Sensou (автор Року Татибана) (2011 год)
- Soushokukei Ookami Danshi no Jijou (автор Itokatsu) (2009 год)
- The Warashiki! (автор Хидэкадзу Юя) (2011 год)
- Toilet ga Hanako-san (автор Юсукэ Кавано) (2013 год)

## Аниме адаптации
- Blood Lad (автор Юки Кодама) — лето 2013 года
- Inari, Konkon, Koi Iroha.[англ.] — зима 2014 года
- Isuca[англ.] — зима 2015 года
- The Disappearance of Nagato Yuki-chan — весна 2015 года
- «Город, в котором меня нет» — зима 2016 года
- «Проза бродячих псов» — весна 2016 года (1-й сезон), осень 2016 года (2-й сезон), весна 2019 года (3-й сезон)
- Kabuki-bu! — весна 2017 года
- Fastest Finger First[англ.] — лето 2017 года
- Больше чем пара, меньше чем любовники — зима 2022 года